# Annette Besgen
Annette Besgen (* 26. März 1958 in Schmidt , eigentlich Anette Theresia) ist eine deutsche Künstlerin im kreativen bildnerischen Bereich.

## Werdegang
Von 1977 bis 1984 studierte Besgen an der Universität Siegen mit dem Schwerpunkt Malerei. Dem Studium schloss sich bis 1990 eine Tätigkeit als wissenschaftliche Hilfskraft im Fach Kunst (Malerei) an. Von 1990 bis 2002 erfolgten verschiedene mehrmonatige Arbeitsaufenthalte in den USA. 1995 sowie 1998 und 1999 Aufenthalte in der Cité Internationale des Arts Paris mit Stipendien der Bundesrepublik Deutschland und des Landes Nordrhein-Westfalen. 1999 Aufenthalt im International Studio Program (ISP), New York City, wiederum mit einem Stipendium des Landes Nordrhein-Westfalen. 2003 dreimonatiger Aufenthalt und Stipendium im Bemis Center for Contemporary Arts, Omaha, Nebraska. 2003–2004 Stipendium der Pollock-Krasner Foundation, New York City, 2004 dreimonatiger Arbeitsaufenthalt in Rom, 2007 erneuter Aufenthalt in der Cité Internationale des Arts, Paris. 2009 Kuratorin der Ausstellung AMICALE des Kunstvereins Siegen e.V. im Museum für Gegenwartskunst Siegen. 2010 Lehrauftrag für Malerei im Fach Kunst an der Universität Paderborn. 2010 - 2014 mehrere Arbeitsaufenthalte in Barcelona und Lissabon. 2015 Arbeitsaufenthalt in Venedig. 2017 Arbeitsaufenthalt in Miami. 2011 - 2017 zusätzliches Atelier in Berlin. 2018 - 2024 Arbeitsaufenthalte auf Fuerteventura. 2020 + 2021 Stipendien des Ministeriums für Kultur und Wissenschaft des Landes NRW. 2022 Stipendium der Stiftung Kunstfonds, NEUSTART KULTUR.

## Privates
Besgen lebt in Siegen und hat ihr Atelier im Kulturbahnhof Kreuztal. Ihre Tochter ist die Schauspielerin Sarah Maria Besgen. 

## Ausstellungen (Auswahl)
- 1987: „Licht-Räume“, Malerei, Galerie Peschken, Krefeld;
- 1990: „Wann – wenn nicht jetzt“, Malerei, Galerie Peschken, Krefeld;
- 1991: „Who is BO“, Städtische Galerie Haus Seel, Siegen;
- 1994: „Post no Bills“, Bruno-Goller-Haus, Gummersbach;
- 1996: „Meta-Products“, L.A., New York, Paris, Städtisches Museum in der Alten Post, Mülheim a.d. Ruhr;
 „Meta-Products“, L.A., New York, Paris, Städtische Galerie Lüdenscheid;
 „Transmission“, Cankarjev Dom, Ljubljana, Slowenien;
- 1997: „L.A., New York, Paris“, Galerie Ulrike Buschlinger, Wiesbaden;
 „Meta-Products“, L.A., New York, Paris, Haus Oranienstraße, Siegen;
- 1998: Galerie Roland Aphold, Allschwil/Basel, Schweiz;
- 1999: „Urban Light“, Galerie Ulrike Buschlinger, Wiesbaden;
 „crisscross“, Galerie Steinrötter, Münster;
- 2000: „Urban Light“, Ludwig Forum für Internationale Kunst, Aachen;[1]
- 2001: „Art Frankfurt“, Galerie Ulrike Buschlinger, Wiesbaden; „Caught you looking“, MAERZgalerie, Leipzig;
- 2002: „Unter Brücken“, Galerie Ulrike Buschlinger, Wiesbaden; „Unter Brücken“, Galerie Steinrötter, Münster;[1]
- 2003: „Hier und andernorts“, Deutsche Bank AG, Köln; „Malerei“, Galerie Michael W. Schmalfuss, Marburg;
- 2004: „Himmel, Erde, Öltürme“, Galerie Ulrike Buschlinger, Wiesbaden;
- 2005: „Around the road“, IHK – Galerie, Siegen; „Drei Welten“, Galerie Steinrötter, Münster; „Brückenschlag“, galerie januar e.V., Bochum; „5 Künstler – 5 Räume“, Kunsthalle Barmen, 2006;[2]
- 2006: „Blick heben“, Haus der Architekten, Düsseldorf;
- 2007: „Vor Ort und über Land“, Kunst aus NRW, ehemalige Reichsabtei Aachen, Galerie Art Engert, Eschweiler und Galerie Michael W. Schmalfuss, Marburg;
- 2008: „Schattengewächse“, Galerie der Stadt Tuttlingen, Tuttlingen;
- 2009: „Das Rätsel eines Augenblicks“, Städtische Galerie sohle 1, Bergkamen;
- 2010: „Catalunya“, Galerie Roland Aphold, Allschwil / Basel, Schweiz; „Flüchtige Phänomene“, KWS SAAT AG, Einbeck; „Pas de deux“, Galerie Freitag 18.30, Aachen;
- 2011: „A l'ombra del carrer“, Galerie Michael W. Schmalfuss, Marburg; „Ohne Schatten bist du der Seele bar“, Schmalfuss, Berlin;
- 2013: „Der magische Moment“, Kunst- und Kulturforum im Kreis Düren, Kreishaus Düren; „Oceano Mare“, Kunst im Rampenlicht, Kunstverein Siegen, Bürowelt Hees, Siegen;
- 2014: „ALSA y los otros“, Galerie Michael W. Schmalfuss, Marburg; „Kühle Orte“, VKU Forum, Berlin;
- 2015: „Ibérico“, Galerie Freitag 18.30, Aachen
- 2016: „Von weitem gesehen ist der Rand des Schattens die Linie des Lichts“, Galerie 11, Siegen; „Malerei“, Galerie Freitag 18.30, Aachen; „Bacino“, Galerie Michael W. Schmalfuss, Marburg; „Annette Besgen und Kubach & Kropp - Malerei und Skulptur“, Galerie Rother Winter, Wiesbaden;
- 2017: „Retrospektive“, Kunstsommer 2018, Kulturbahnhof Kreuztal;
- 2019: „Malerei und Polaroids“, Galerie Ahlers, Göttingen;
- 2020: „Out of the blue“, Galerie Freitag 18.30, Aachen;
- 2022: „Poema de la luz perdida“, Casa Naturaleza, Vega de Rio Palmas, Fuerteventura;
- 2023: „Into the blue“, Prince House Gallery, Mannheim;

## Veröffentlichungen
- Städtisches Museum in der Alten Post, Mülheim an der Ruhr, 1996 (Hrsg.): Annette Besgen, Meta Products, L.A., New York, Paris; Städtisches Museum in der Alten Post, Mülheim an der Ruhr, 1996; Städtische Galerie Lüdenscheid, 1996; Haus Oranienstrasse, Siegen,1997. Vorländer, Siegen 1996, ISBN 978-3-928135-11-5.
- Galerie Ulrike Buschlinger, Wiesbaden, 1999 (Hrsg.): Annette Besgen, Urban light; Galerie Ulrike Buschlinger, Wiesbaden, 1999; Ludwig Forum für Internationale Kunst, Aachen, 2000. 1999, OCLC 174576400.
- Galerie Ulrike Buschlinger, Wiesbaden, 2002 (Hrsg.): Annette Besgen, Unter Brücken; Galerie Ulrike Buschlinger, Wiesbaden, 2002; Galerie Steinrötter, Münster, 2002. 2002, ISBN 978-3-927024-15-1.
- Architektenkammer Nordrhein-Westfalen, Düsseldorf, Galerie Ulrike Buschlinger, Wiesbaden, 2006 (Hrsg.): Annette Besgen, Tubes; Haus der Architekten, Düsseldorf, 2006; Galerie Ulrike Buschlinger, Wiesbaden, 2006. winddruck, Siegen 2006, OCLC 1073258254.
- Kunst aus NRW, Aachen-Kornelimünster, 2007 (Hrsg.): Annette Besgen, Vor Ort und über Land; Kunst aus NRW, Aachen-Kornelimünster, Galerie Art Engert, Eschweiler; Galerie Michael W. Schmalfuss, Marburg, 2007
- Galerie der Stadt Tuttlingen, 2008 (Hrsg.): Annette Besgen, Schattengewächse; Galerie der Stadt Tuttlingen, 2008. Stadt Tuttlingen, Galerie, Tuttlingen 2008, ISBN 978-3-00-022956-5.
- Robert Mertens, Galerie Freitag 18.30, Aachen, 2015 (Hrsg.): Annette Besgen, Ibérico; Galerie Freitag 18.30, Aachen, 2015
- Nadja Niehaves, Galerie 11, Siegen, 2017 (Hrsg.): Annette Besgen, Bacino; Galerie 11, Siegen, 2017
- Annette Besgen, Siegen, 2018 (Hrsg.): Annette Besgen, Retrospektive, 2018
- Annette Besgen, Siegen, 2020 (Hrsg.): Annette Besgen, Out of the blue, 2020